# SS 프린세스 앨리스 침몰 사건

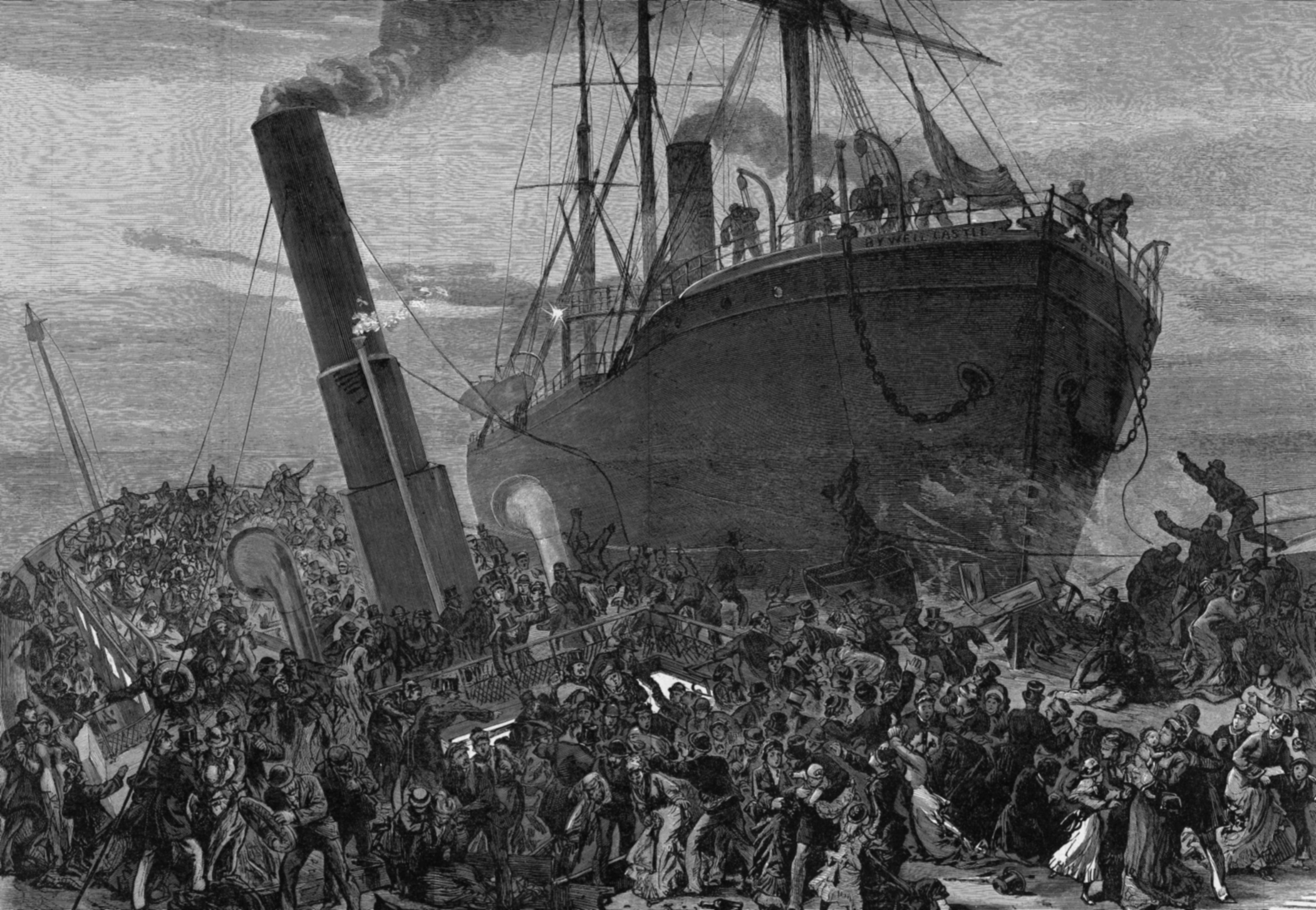
SS 프린세스 앨리스 침몰을 묘사한 삽화

SS 프린세스 앨리스 침몰 사건은 1878년 9월 3일 템스강에서 증기 여객선인 SS 프린세스 앨리스(옛 PS 뷰트)가 석탄 운반선 SS 바이웰 캐슬과 충돌하여 침몰한 사건이다. 석탄 운반선은 별 다른 피해가 없었으나 SS 프린세스 앨리스에서는 600 - 700 여 명의 사망자가 발생하였다. 이 침몰 사고는 당시 영국 사상 최대의 선박 사고로 사회에 큰 충격을 주었다. 프린세스 앨리스호는 승선 명단의 관리나 승선 인원 파악을 전혀 하지 않았기 때문에 정확히 누가 얼마나 사망하였는 지 알 수 없다.
1865년 스코틀랜드의 그리녹에서 PS 뷰트라는 이름으로 건조된 이 증기 여객선은 1867년 템스강 여객선으로 팔렸다. 템스강에서 운항하면서 빅토리아 여왕의 세번째 자녀인 앨리스 공주를 기념하여 배의 이름을 SS 프린세스 앨리스로 바꾸었다.
1878년 9월 3일 사고 당시 프린세스 앨리스호는 10년이 넘게 운항 중이었고, 그날 "달빛 여행"으로 이름 붙인 기획 운항으로 하류의 시어니스까지 갔다가 기항인 스완 피어로 회항하는 중이었다. 바이웰 캐슬호과 충돌한 프린세스 앨리스호는 세 동강으로 부서져 빠르게 침몰하였다. 이 와중에 수 많은 여객과 함께 선장 그린스티드 역시 당시 산업 혁명의 여파로 오염이 극심하였던 템스강에 빠져 사망하였다. 아무런 안전 대비가 없는 여객선 침몰과 템스강의 오염이 희생자 수를 키웠다.
선장이 사망하였기 때문에 여객선의 침로가 정확히 어떤 상황이었는 지는 알 수 없게 되었고, 법원은 여객선사에 과실이 전무한 것은 아닐지라도 석탄운반선에서 중대 과실을 범했다고 판단하였다.
사고와 함께 침몰한 프린세스 앨리스호와 달리 별다른 피해가 없었던 바이웰 케슬호는 그 후 계속 운용되다가 5년 뒤 비스케이만에서 40여 명의 선원과 함께 침몰하였다.

## 배경

### SS 프린세스 앨리스

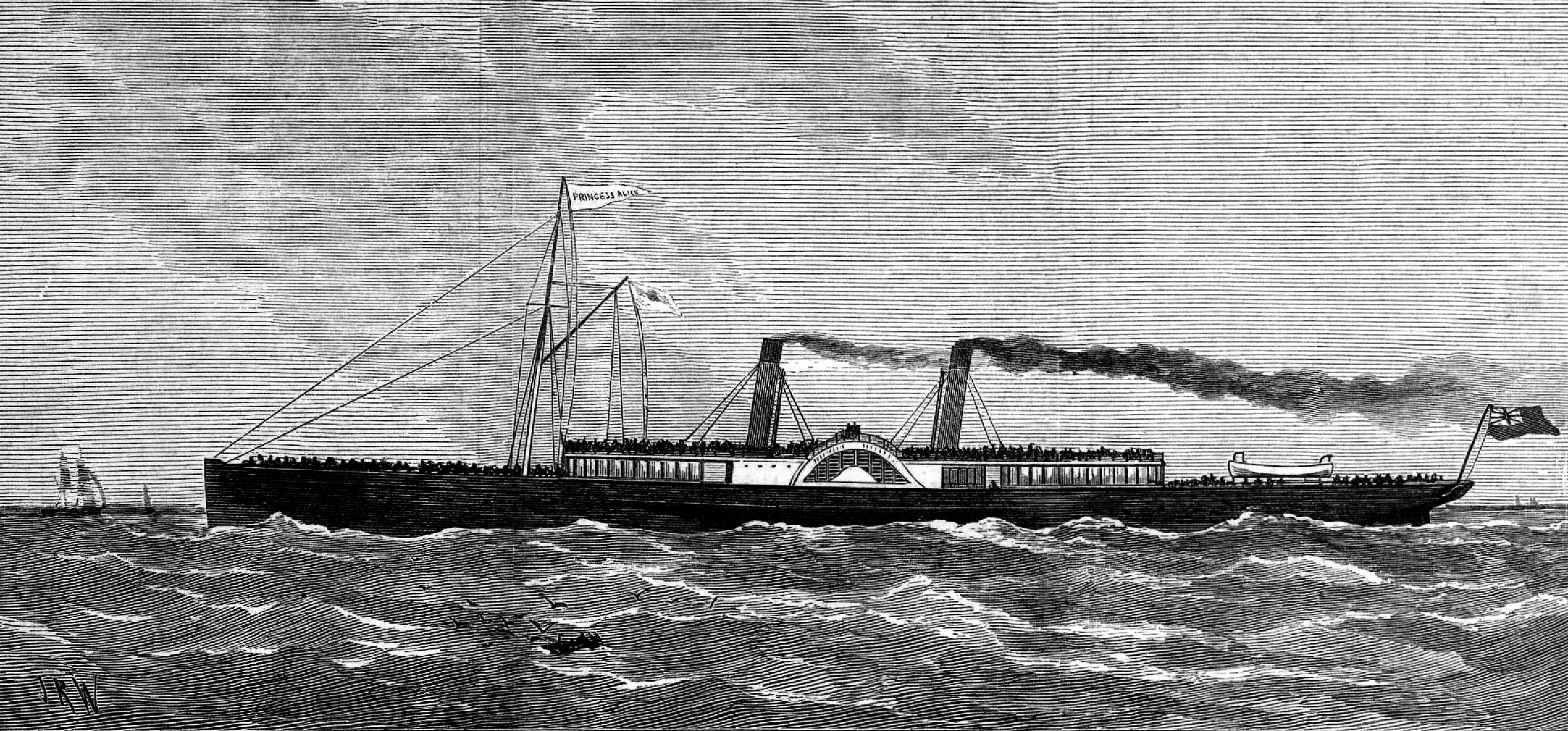
SS 프린세스 앨리스

스코틀랜드 그린녹의 케어드 앤 컴퍼니는 1865년 3월 29일 외륜 증기선 뷰트를 진수하였다. 1865년 7월 1일 운항을 시작한 이 외륜선은 219.4 피트(66.9 m) 길이에 폭은 20.2 피트(6.2 m)였고 총 등록 톤 수는 432 톤이었다. 이름부터 아가일 뷰트 지역을 의미한 뷰트는 인버클라이드의 윔즈 베이 철도 회사가 인수하여 윔즈 베이에서 로스시 사이를 운항하다가 1867년 템스강에서 여객선 사업을 하던 워터맨스 스팀 패킷 컴퍼니에 매각되었다. 워터맨스사는 당시 빅토리아 여왕의 차녀 앨리스 공주를 기념하여 배의 이름을 SS 프린세스 앨리스로 바꾸었다. 1870년 배는 다시 울위치 스팀 패킷 컴퍼니의 소유가 되어 여객선으로 쓰였다. 울위치사는 나중에 이름을 런던 스팀보트 컴퍼니로 이름을 바꾸었다. 1873년 페르시아의 나시르 앗딘 샤가 런던을 방문하여 그리니치를 방문하였을 때 프린세스 앨리스호를 이용하였다. 이후 이 배는 "샤의 보트"라는 유명세를 탔다.
울위치사는 프린세스 앨리스호를 인수하면서 다섯 개의 화구가 달린 보일러를 비롯한 엔진 부품들을 개조하였고 영국 상무원의 안전 검증을 마쳤다. 1878년 상무원은 또 다른 심사를 통해 이 배의 항로를 런던과 그레이브젠드 사이의 내수면 여객선으로 승인하면서 최대 정원을 936명으로 정하였다.

### SS 바이웰 캐슬
석탄을 운송하는 산적화물선이었던 SS 바이웰 캐슬은 1870년 뉴캐슬에서 건조되었고 메스 홀 오브 뉴캐슬이 소유하였다. 총 등록 톤 수는 1376 톤으로 길이는 254.2 ft (77.5 m), 갑판보 사이 폭은 32 ft (9.8 m) 이었고, 흘수선은 19 ft (5.8 m) 이었다. 선장은 토머스 헤리슨이었다.

## 1878년 9월 3일

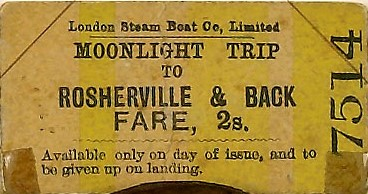
1878년 9월 3일 "달빛 여행" 승선권

1878년 9월 3일 프린세스 앨리스호는 "달빛 여행"이라고 이름 붙인 기획 운항을 하였다. "달빛 여행"은 런던교 근처의 스완 피어에서 켄트주 메드웨이강 하구의 쉬어니스까지 갔다가 되돌아 오는 여정이었고 도중에 블랙월, 노스 울위치, 로셔빌 가든스를 경유하였다. 당시 세워진 지 40년이 된 공공 정원이었던 로셔빌 가든스는 많은 런던 시민이 찾는 명소였다. 운항사였던 런던 스팀보트 컴퍼니는 당일 구매한 승선권 한 장으로 여러 배를 환승 할 수 있도록 했기 때문에 스완 피어에서 로셔빌 가든스로 가는 승선권을 구매한 사람들은 다양한 선박을 이용하여 로셔빌 가든스로 향했다. 스완 피어에서 로셔빌 가든스까지 요금은 2 실링이었다.
이날 오후 6시 30분 프린세스 앨리스호는 로셔빌을 떠나 기착지인 스완 피어로 향했다. 배는 태울 수 있는 한 많은 승객을 싣고 있었지만 승선 명부도 없었고 인원을 파악하지도 않았기 때문에 정학히 몇 명이나 배에 타고 있었는 지는 알 수 없다. 당시 47 세이었던 선장 윌리엄 그린스티드는 쉬어니스에서 돌아오는 길에 조타수를 그레이브젠드에서 하선시키고 승객으로 탑승한 선원 존 에이어스에게 조타를 허용했다. 에이어스는 템스강 운항도 익숙하지 않았고 프린세스 앨리스호와 같은 대형 여객선 조타 경험도 부족했다. 오후 7시 20분에서 40분 사이 프린세스 앨리스호는 트립코크 포인트를 지나 갤리온스 리치에 들어섰으며 많은 승객이 하선할 노스 울위치 피어가 보이기 시작할 때쯤 바이웰 캐슬호를 발견하였다. 바이웰 캐슬호는 평소 아프리카로 석탄을 운반하던 산적화물선으로 바로 직전 건선거에서 페인트를 새로 칠한 상태였다. 바이웰 캐슬에는 뉴캐슬에서 선적하여 이집트의 알렉산드리아로 가는 석탄이 실려 있었다. 해리슨은 템스강의 운항 조건에 익숙하지 않아 경험이 많은 항해사인 크리스토퍼 딕스를 고용하여 템스강을 하행하고 있었다. 바이웰 캐슬의 선수가 들려 있는 상태였기 때문에 딕스는 전방을 주시할 수 없었고 대신 선원 한 명을 갑판으로 보내 진행 방향을 살피게 하였다.

SS 프린세스 앨리스의 마지막 항로

밀월에서 출항한 바이웰 캐슬호는 5 노트의 속도로 하행하면서 다른 선박이 항로를 침범하지 않는 한 강의 중앙을 따라 움직였다. 갤리온스 리치에 다다랐을 무렵 딕스는 자신의 항로 우현을 침범해 오는 프린세스 앨리스호의 우현 적색 경광등을 보았다. 강을 거슬러 운항하고 있던 프린세스 앨리스호의 선장 그린스티드는 관례를 따라 강 남측의 계류를 찾고 있었다. 배의 침로를 바꾸어 바이웰 캐슬의 항로에 끼어들게 된 뒤에야 그린스티드는 거대한 화물선을 발견하였고 "어디서 온거야! 맙소사! 어디서 온거야!" 하고 다급하게 외쳤다. 딕스는 "역추진! 최대 출력으로!"를 외치며 침로를 바꾸어 충돌을 피하고자 하였으나 이미 너무 늦었다. 바이웰 캐슬호는 정면을 살짝 비켜 13 도의 각도로 프린세스 앨리스호의 우현에 충돌하였다. 충격을 받은 프린세스 앨리스호는 삽시간에 두 동강이 나 침몰하였다.
바이웰 캐슬호의 선원들은 갑판에서 밧줄을 던져 프린세스 앨리스호의 승객들을 구조하고자 하였다. 또한 물에 뜰 수 있는 것이면 무엇이건 던져서 사람들이 붙잡을 수 있도록 하였다. 그 사이 다른 선원들은 구명 보트를 내려 14명을 구조하였다. 당시 템스강 양쪽 강변에서 이 사건을 목격한 지역 공장들의 보트 운항자들도 즉시 사고 현장으로 보트를 가져와 구조 활동에 합류하였다. 프린세스 앨리스호의 승객들은 대부분 관광객으로 무거운 정장을 입고 있었고 수영을 하지 못하는 사람도 많았다. 사고 당시 템스강에는 프린세스 앨리스호의 자매선인 튜크 오브 데크호가 10분 간격으로 뒤따라 오고 있었지만, 현장에 도착했을 때는 이미 너무 늦은 뒤였다. 하층 갑판이나 침실에 머물러 있던 승객 가운데 생존자는 두 명에 불과하였다. 나중에 침몰선을 조사한 잠수부는 하층 갑판 승객 대부분이 출구 부근에 엉켜있었다고 진술하였다.
윗갑판에 있던 승객들은 그 보다는 생존자가 많아서 130여 명이 구출되었지만 템스강의 오염 때문에 다수의 사람들이 추가적으로 사망하였다. 프린세스 앨리스호가 침몰한 지점에는 런던의 오수를 배출하는 펌프장이 있었는데, 애비 밀스 펌프장이 이틀에 걸쳐 75백만 영국 갤런 (340,000 m3) 의 오수를 배출하고 있었고, 크로스니스 펌프장은 사고 한 시간 전에 오수를 배출하였다. 사고가 난 지 얼마 지나지 않은 때에 한 화학자는 다음과 같은 글을 《타임스》에 기고하였다.
 두 곳에서 계속하여 뿜어져 나오는 부패한 오수는 유독한 가스가 가득하여 마치 소다수와 같이 쉭쉭 소리를 내며, 몇 마일에 걸쳐 검은 물줄기가 하류로 흐르는 것을 누구나 알고 있다.... 참으로 비관적이고 속이 뒤틀리는 일이다.

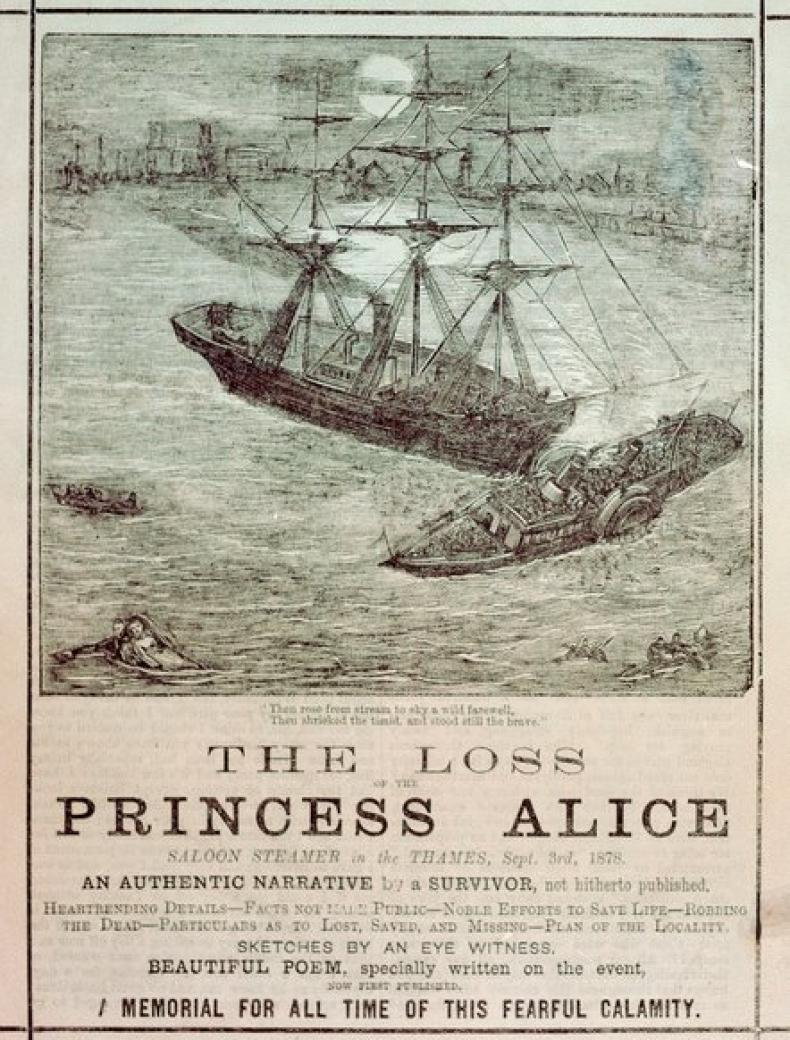
프린세스 앨리스호의 침몰 다룬 소책자의 표지. 1978년 발간되었고 생존자들의 이야기를 수록하였다.

강물은 배출된 오수 외에도 벡턴 개스 웍스를 비롯한 여러 화학 공장 때문에 오염되어 있었고 악취가 심했다. 거기에 더해 이 날엔 시티오브런던의 템스 스트리트에서 화재가 발생하였고 그 와중에 석유가 강으로 흘러들었다.
바이웰 캐슬호는 조사를 위해 데프트포드에 정박하였다. 일등 항해사 해리슨과 렐딩은 그 날 밤 항해 일지에 다음과 같이 사건을 기록하였다.
 6시 30분 밀월의 웨스트 도크 왼쪽에서 출항. 운항자 미스터 디크스[sic]. 선장과 운항자는 함교에 위치. …… 옅은 안개. 7시 45분 반속으로 갤리언스 리치로 운항. 리치 중앙에 진입할 즘 바킹 리치로 상행하는 증기 여객선의 경광등 발견. 우리 항로를 트립코크 포인트로 유지. 그 선박이 가까워질 때 다른 증기선이 출현하였고 바로 뒤 우현으로 우리 항로를 건너려고 시도. 항로에 그 선박의 녹색 경광등이 보이자 충돌을 직감하고 엔진 정지 후 전속력 역추진함. 바이웰 캐슬의 선수가 그 다른 증기선에 충돌하여 선박이 잘려나감. 증기 여객선엔 많은 승객이 탑승 중이었음. 배의 모든 방향으로 밧줄을 던져 구조 시도. 4개의 구명 부의를 던지고 붙잡을 수 있는 사다리, 여러 개의 널판지를 던짐. 3척의 구명 보트를 내려 호루라기를 불며 구조 활동. 강변에서 여러 척의 보트와 도강 증기선 한 척이 사고 현장으로 와 구조활동 벌임. 프린세스 앨리스호로 밝혀진 사고선은 전복 된 후 침몰함. 다수의 승객 구조에 성공하고 정박. 8시 30분 듀크 오브 테크가 상행하여 사고 현장 도착하였으나 더 이상의 승객을 인계 받지는 못함.

## 사고 이후

### 시신 수색

《디 일러스트레이티드 런던 뉴스》 1878년 9월 14일 자에 실린 삽화 - "템스강의 대재앙: 프린세스 앨리스호 침몰 지점에서 시신을 수색하는 모습

침몰 소식은 증기선의 회항을 기다리고 있는 스완 피어를 통해 런던의 중심부까지 전보로 전달되었다. 가족과 친지들이 운항사 사무실이 있는 블랙프라이어스로 달려가 더 많은 소식을 듣고자 하였다. 많은 사람들이 런던 브리지역에서 울위치 아스날역으로 기차를 타고 현장 부근에 몰렸다. 밤중에도 계속 늘어난 인파는 다음날까지 계속되었다. 가족과 친지 뿐만 아니라 그저 구경을 하려는 사람들도 많았다. 경찰은 통제를 위해 몰려든 사람들이 강변에 머물러 있도록 조치하였다. 시신은 사고 현장에서 가까운 라임하우스에서부터 멀리는 이어리스에서까지 발견되었다. 발견된 시신은 한 곳에 모으지 않고 여러 현장에서 신원 확인하였고, 많은 수는 울위치 조선소에 안치되었다. 유족들은 여러 곳을 오가며 가족을 찾아야 하였다. 지역의 선원들이 하루 2 파운드에 고용되어 시신을 수색하였고 한 구를 발견할 때마다 5 실링이 추가로 지급되었다. 이 때문에 고용된 선원들은 시신을 놓고 다투기까지 하였다. 이들 가운데 한 명이 프린세스 앨리스호의 선장 그린스티드의 시신을 발견하였다.
인근 공장의 폐수로 오염된 강에서 건져진 시신들은 대부분 비정상적으로 빠르게 부패가 진행되고 부어 올라 신원 확인이 쉽지 않았다. 입고 있던 옷도 마찬가지 이유로 부식이 심했다. 생존자 역시 사고 이후 한 주 이내에 16명이 갖가지 질병에 걸려 사망하였다.

### 조사

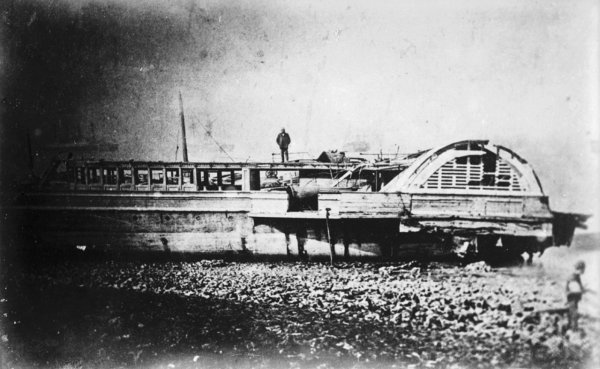
사고 인양된 프린세스 앨리스호의 잔해

사고 다음 날인 9월 4일 관할 담당이었던 웨스트 켄트의 검시관 찰스 카타(Charles Carttar)가 울위치 피어와 울위치 타운홀을 방문하여 검시하였다. 북쪽 강변에 시신이 더 많았지만 그 곳은 관할 밖이었다. 사우스 에식스의 검시관 찰스 르위스는 상무원과 내무성을 방문하여 자신의 관할에 있는 시신의 검시를 울위치에 병합하여 조사해 주기를 요청하였다. 그러나 조사위원회는 모든 희생자의 시신이 발견될 때까지 현재의 각 관할에서 검시할 것을 명하고 휴회하였다. 그러자 르위스는 자기 관할 시신의 신원을 확인 한 뒤 카타의 결과를 기다리지 않고 매장을 명령하였다. 그 동안 나머지 시신들은 울위치에 그대로 남아 있었다.
9월 5일 잠수부가 프린세스 앨리스호의 침몰 상황을 조사하였다. 프린세스 앨리스호는 이물, 고물, 그리고 보일러의 세 부분으로 쪼개져 있었다. 잠수부는 선내에 여전히 시신이 있다고 보고하였다. 다음 날 27 미터 (90 ft) 정도 길이의 이물을 인양하기 시작하여 9월 7일 새벽 2시 무렵 울위치 강변에 놓았다. 바이웰 캐슬호는 조사를 위해 선장을 현장에 남기고 나머지 인원은 운항을 재개하였다. 다음 날 울위치 강변에 몰려든 구경꾼들은 프린세스 앨리스호의 잔해에 몰려들어 싸움박질을 벌이며 잔해를 뜯어내 기념품 삼아 가져갔다. 군중의 통제를 위해 250명의 경찰이 추가로 배치되었다. 저녁이 되어 대부분의 군중이 집으로 돌아간 뒤 나머지 잔해가 인양되었다.

《디 일러스트레이티드 런던 뉴스》 1878년 9월 14일 자에 개재된 삽화 - 템스강의 대재앙: 신원 미상의 시신들이 울위치 묘지에 묻히다.

시신의 부패율이 빠르게 증가하자 여전히 신원이 확인되지 않은 시신들도 9월 9일 울위치 공동 묘지에 매장되었다. 장례식에는 수천의 사람들이 모였다. 관에는 경찰이 부여한 식별 번호가 씌였고, 나중에라도 유족이 신원을 확인 할 수 있도록 입고 있던 옷가지와 장신구 같은 개인 물품은 관 밖에 따로 딸려 묻혔다. 같은 날 150명 이상의 희생자에 대한 개별적인 장례가 열렸다.
검시관 카타는 사고 발생 후 2주 뒤 신원 확인 작업을 종료하고 프린세스 앨리스의 잔해가 발견된 장소를 방문하였다. 9월 16일 사고 원인 조사가 시작되었고 그 때까지 매스 미디어에 시달리던 카타는 바이웰 캐슬호 측의 운항 실수가 있었다고 강하게 주장하면서 비난 받아 마땅하다고 밝혔다. 카타는 조사위원회에 처음 신원을 확인한 희생자 윌리엄 비키를 대표 사례로 제시하였는데, 그에게 일어났던 일이 다른 모든 희생자들에게 일어난 일을 대변한다고 설명하였다. 사고 수역에서 활동하는 많은 수의 템스강 보트맨들이 증인으로 출석하였고 이를 바탕으로 프린세스 앨리스호의 항적이 재구성되었다. 당시 트립코크 포인트 주변에서 템스강을 거슬러 오르는 선박의 일반적인 항로는 선수를 북쪽 강변으로 향하여 강물의 흐름에 대응하는 방식이 보다 선호되었고 프린세스 앨리스호의 운항 역시 이와 같이 진행되었지만, 바이웰 캐슬호는 항로 전방의 상황을 주시하지 못하였다. 충돌 직전 프린세스 앨리스호는 강물에 밀려 예상 진로보다 좀 더 강 중앙으로 향했고 그 때문에 남쪽 강변으로 선회하여 항구로 향하는 순간 바이웰 캐슬의 항로를 건너게 되면서 충돌이 일어났다. 사고를 목격한 주변 선박의 선장 여럿이 이러한 사건 재구성에 동의하였다. 그러나 생존한 프린세스 앨리스호의 일등 항해사는 자신들이 항로 변경하였다는 이러한 시나리오를 인정하지 않았다.
조사 과정에서 바이웰 캐슬호의 화부 조지 퍼셀은 선장과 선원들이 술에 취해 있었다고 진술하였지만, 증인 선서 이후에는 이를 번복하여 선원 중에 취해 있던 사람은 없었다고 증언하였다. 다른 선원들은 퍼셀이 취해있었다고 증언하였다. 한 선원은 "퍼셀은 여느 증기선 화부처럼 술을 마셨지만, 그렇다고 자신이 봐야 할 것을 못 볼 정도로 나쁘지는 않았다."라고 증언하였다. 조사위원회는 침몰 장소의 상태와 프린세스 앨리스호의 구조 안정성에 대한 조사를 벌였다. 11월 14일 조사위원회는 20시간의 토론 끝에 조사 결과를 확정지었지만, 19명의 위원가운데 4명은 평결에 서명하지 않았다. 평결은:

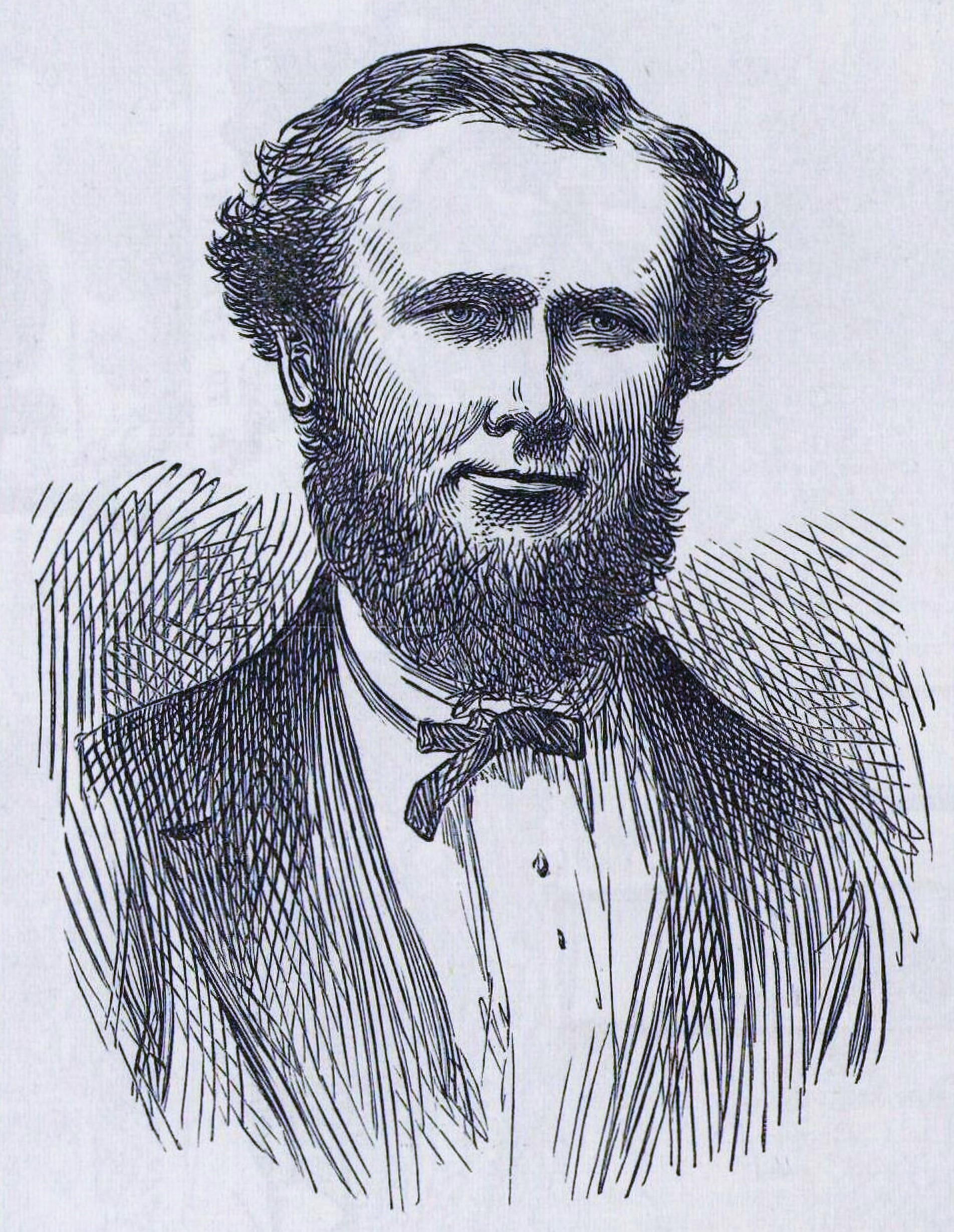
사고 당시 사망한 프린세스 앨리스호의 선장 윌리엄 R. H. 그린스티드

윌리엄 비키 외 다수가 템스강에 빠져 사망에 이르게 된 일몰 이후의 선박 명칭 바이웰 캐슬의 증기선과 선박 명칭 프린세스 앨리스의 증기선의 충돌로 프린세스 엘리스호가 둘로 갈라져 침몰한 사고에 대해, 바이웰 캐슬호는, 의도하지 않았으나, 필요한 예방 조치를 취하지 않았고, 사고 당시 엔진 정지 및 역추진을 하였지만, 정선 없이 항로를 통과하던 프린세스 앨리스호에 충돌하였다. 이러한 충돌이 재발되지 않도록 조사위원회는 템스강을 운행하는 증기 항해에 대한 모든 필요한 조치와 엄중한 규제를 시행할 것이다.

덧붙여:

1. 우리는 프린세스 앨리스호가 9월 3일 당시 항해에 적합한 상태였다고 판단한다.
2. 우리는 프린세스 앨리스호의 인력이 적합하고 충분하지 않았다고 생각한다.
3. 우리는 프린세스 앨리스호의 승선 인원이 적정 인원을 초과하였다고 생각한다.
4. 우리는 프린세스 앨리스호의 생존자 수가 선박의 급에 비해 불충분하다고 생각한다..

### 상무원 조사
검시관의 조사가 진행되던 같은 시기 상무원 역시 조사에 착수하였다. 바이웰 캐슬호의 선장 해리슨과 두 명의 선원, 그리고 프린세스 앨리스호의 일등 항해사 롱은 면허 정지와 함께 기소되었고 청문회가 진행되었다. 1878년 10월 14일에서 11월 6일까지 진행된 청문회에서 상무원은 프린세스 앨리스호가 상무원 템스강 운향 규제 규칙 29조 (d)항 "마주하는 두 선박은 각 선박의 좌현 측으로 교차하여야 한다"는 규칙을 위반하였다는 점을 확인하였다. 이에 따라 상무원은 사고가 프린세스 앨리스호의 귀책사유로 발생하였고 바이웰 캐슬호는 충돌을 회피할 수 없는 상태였다고 판단하였다.

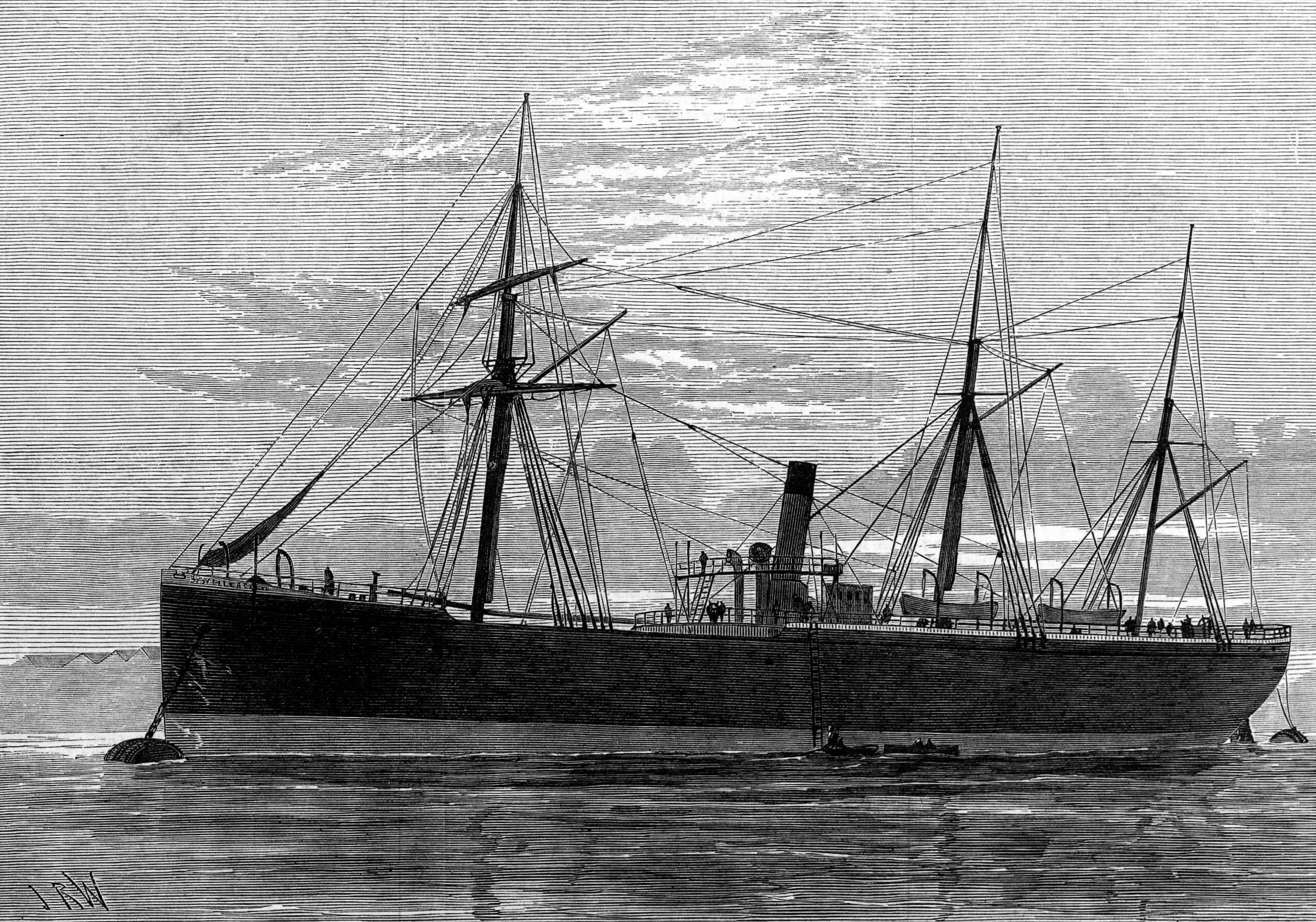
SS 바이웰 캐슬

프린세스 앨리스호 소유 회사는 바이웰 캐슬호 소유 회사에 대하여 2만 파운드의 민사 소송을 제기하였고, 바위웰 캐슬호 측도 이에 대항하여 2천 파운드의 맞소송을 제기하였다. 이 소송은 고등법원의 관할로 진행되었고 2주 뒤 쌍방 과실 판결이 나왔다.
프린세스 엘리스호에 승선 명부가 없었고 승선 인원도 파악하지 않았기 때문에 사망자 수를 알 수 없어 대략적으로 6백명에서 7백명 사이로 추정되었다. 《타임스》는 "검시관은 60-80명 정도의 사망자가 강에서 실종되었다고 추정", "총 사망자는 630-650명에 이를 것"이라고 보도하였다. 사고 조사관 마이클 폴리는 "총 사망자 수를 밝힐 근거는 어디에도 없지만, 발견된 시신은 약 640명"이라고 기록하였다. 이 침몰 사고는 당시 영국 내수면 운항 사고 가운데 사상 최악의 참사였다.
런던 시장경의 사무소인 맨션 하우스는 희생자 지원을 위한 기금을 조성하였다. 이렇게 조성된 3만 5천 파운드의 기금이 유족을 위해 쓰였다.

## 여파

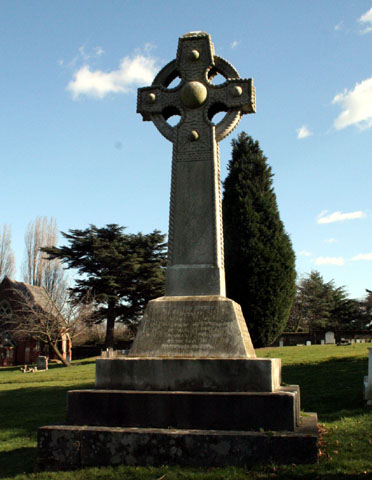
참사 희생자 추모비

1880년대 동안 런던주의 메트로폴리탄 사업위원회는 크로스니스와 벡튼에 오니 및 폐수 처리 시설을 운영하였다. 이 시설들은 별도의 정화 없이 그저 템스강으로 오폐수와 오니를 방류하였고, 북해로 나가 오폐수를 버리는 선박도 6척을 운영하였다. 이러한 오폐수 처리 방안은 1858년 런던 대악취 사건 이후 토목공학자 조지프 배절젯이 고안한 것으로 1887년 건조된 첫 폐기물선은 그의 이름을 따 "조지프 베절젯"호로 명명되었다. 런던의 해양 폐기물선은 1998년까지 운영되었다.
템스강의 오염에 의한 사망자 증가는 사고 조사 당시에는 정식으로 인정되지 않았지만, 심해져 가는 오염과 악취에 대한 대중적 관심을 불러왔다. 1880년대에 들어 템스강 관리 위원회는 오폐수의 템스강 직접 방류를 금지하였고 1891년이 되면 템스강에서 사라졌던 물고기들이 다시 보이게 된다. 그러나 그 이후 20세기에 일어난 두 차례의 세계 대전의 여파로 템스강의 오염은 1950년에 이르러 최악의 상황이 된다. 영국의 템스강 살리기 운동은 1950년대 민간 환경단체에서 시작되었다.
프린세스 앨리스호 침몰 당시 템스강의 치안은 런던 광역경찰청 산하의 해양 경찰이 담당하고 있었다. 1880년대 중반 2대에 불과하던 경찰 증기선은 사고 이후 1898년까지 8대로 증가하였다. 1880년 문을 연 로얄 앨버트 도크에서 최초로 비상 경광등을 단 소형 보트를 건조하였고 이는 나중에 참사를 방지하기 위한 세계적 표준으로 자리잡았다.
희생자를 추모하기 위한 켈트 십자 조형물 설립을 위해 6펜스 동전을 모으자는 운동에 2만3천 명이 참여하였다. 1880년 5월 울위치 공동묘지에 희생자 추모비가 세워졌다. 울위치 교구의 본당인 성 막달리아 마리아 성당에도 참사를 추모하는 스탠인드 글래스가 만들어졌다. 2008년 영국 국립 복권은 템스강과 로딩강이 합류하는 바킹 크릭에 참사 130주년 추념 명판을 세웠다.
프린세스 앨리스호의 선주인 런던 스팀보트 컴퍼니는 템스강 관리위원회에 350 파운드를 지불하고 잔해를 수거하였다. 인양된 엔진과 잔해는 폐선장으로 보내졌다. 6년 뒤 런던 스팀보트 컴퍼니는 파산하였고 이를 인수한 곳도 3년 간의 재정난을 겪었다. 사학자 제리 화이트는 당시 경쟁하던 교통수단인 기차와 버스, 해운은 프린세스 앨리스호 침몰을 계기로 명암이 갈리게 되었다고 평가한다. 여객들이 육상 교통을 보다 선호하게 된 것이다.
바이웰 캐슬호는 1883년 1월 29일 알랙산드리아에서 훌로 회항하던 도중 실종되었다. 바이웰 캐슬호는 목화씨와 콩을 운반하는 중이었다. 1883년 2월 신문은 최종 소식을 다음과 같이 전했다.
몇년 전 울위치에서 여객선 프린세스 앨리스호와 충돌하였던 증기선 바이웰 캐슬호거 비스케이만에서 실종되었다. 켄뮤얼 캐슬호로 이름을 바꾸어 운항 중이던 이 배는 치명적인 강풍을 만났다. 배에는 40명의 선원이 타고 있었고 이집트 화물을 운반중이었다.

## 같이 보기
- 마셔니스호 침몰사고 - 1989년 템스강에서 선박 충돌로 일어난 침몰 사고. 51명 사망.